# CEACAM19
CEACAM19 (англ. Carcinoembryonic antigen related cell adhesion molecule 19) – білок, який кодується однойменним геном, розташованим у людей на довгому плечі 19-ї хромосоми. Довжина поліпептидного ланцюга білка становить 300 амінокислот, а молекулярна маса — 32 638.
| 10         |  | 20         |  | 30         |  | 40         |  | 50         |
| ---------- |  | ---------- |  | ---------- |  | ---------- |  | ---------- |
| MEIPMGTQGC |  | FSKSLLLSAS |  | ILVLWMLQGS |  | QAALYIQKIP |  | EQPQKNQDLL |
| LSVQGVPDTF |  | QDFNWYLGEE |  | TYGGTRLFTY |  | IPGIQRPQRD |  | GSAMGQRDIV |
| GFPNGSMLLR |  | RAQPTDSGTY |  | QVAITINSEW |  | TMKAKTEVQV |  | AEKNKELPST |
| HLPTNAGILA |  | ATIIGSLAAG |  | ALLISCIAYL |  | LVTRNWRGQS |  | HRLPAPRGQG |
| SLSILCSAVS |  | PVPSVTPSTW |  | MATTEKPELG |  | PAHDAGDNNI |  | YEVMPSPVLL |
| VSPISDTRSI |  | NPARPLPTPP |  | HLQAEPENHQ |  | YQQDLLNPDP |  | APYCQLVPTS |
|            |  |            |  |            |  |            |  |            |

A: Аланін

C: Цистеїн

D: Аспарагінова кислота

E: Глутамінова кислота

F: Фенілаланін

G: Гліцин

H: Гістидин

I: Ізолейцин

K: Лізин

L: Лейцин

M: Метіонін

N: Аспарагін

P: Пролін

Q: Глутамін

R: Аргінін

S: Серин

T: Треонін

V: Валін

W: Триптофан

Задіяний у такому біологічному процесі, як альтернативний сплайсинг. 
Локалізований у мембрані.